# Canon EOS 250D
Die Canon EOS 250D (in Japan EOS Kiss X10, in Nordamerika EOS Rebel SL3) ist eine digitale Spiegelreflexkamera des japanischen Herstellers Canon. Sie wurde Anfang April 2019 in den Markt eingeführt.

## Technische Merkmale
Die Kamera besitzt folgende technische Merkmale:
- Videomodus:
  - 2160p UHD 23,98p, 25 p (4K-Videos)
- DIGIC-8-Bildprozessor
- Objektivabhängige Bildkorrektur (digital lens optimizer, DLO),[5] die aus der Canon EOS 5D Mark IV bekannt ist

Wie ihr Vorgängermodell, die 200D, bietet die Kamera weiterhin folgende Merkmale
- APS-C-großer CMOS-Bildsensor mit 24 Megapixeln (6000 × 4000 Pixeln)
- Serienbildaufnahmen mit 5 Bildern/s
- Dreh- und schwenkbares rückwärtiges Touch-Display
- Videomodus:
  - 1080p HD 25p, 30p, 50p und 60p
  - 720p HD 25p, 30p, 50p und 60p
  - 480p ED 25p und 30p
- automatisches Sensorreinigungssystem
- kompatibel mit EF- und EF-S-Objektiven
- Phasenvergleichs-Autofokus
- WLAN

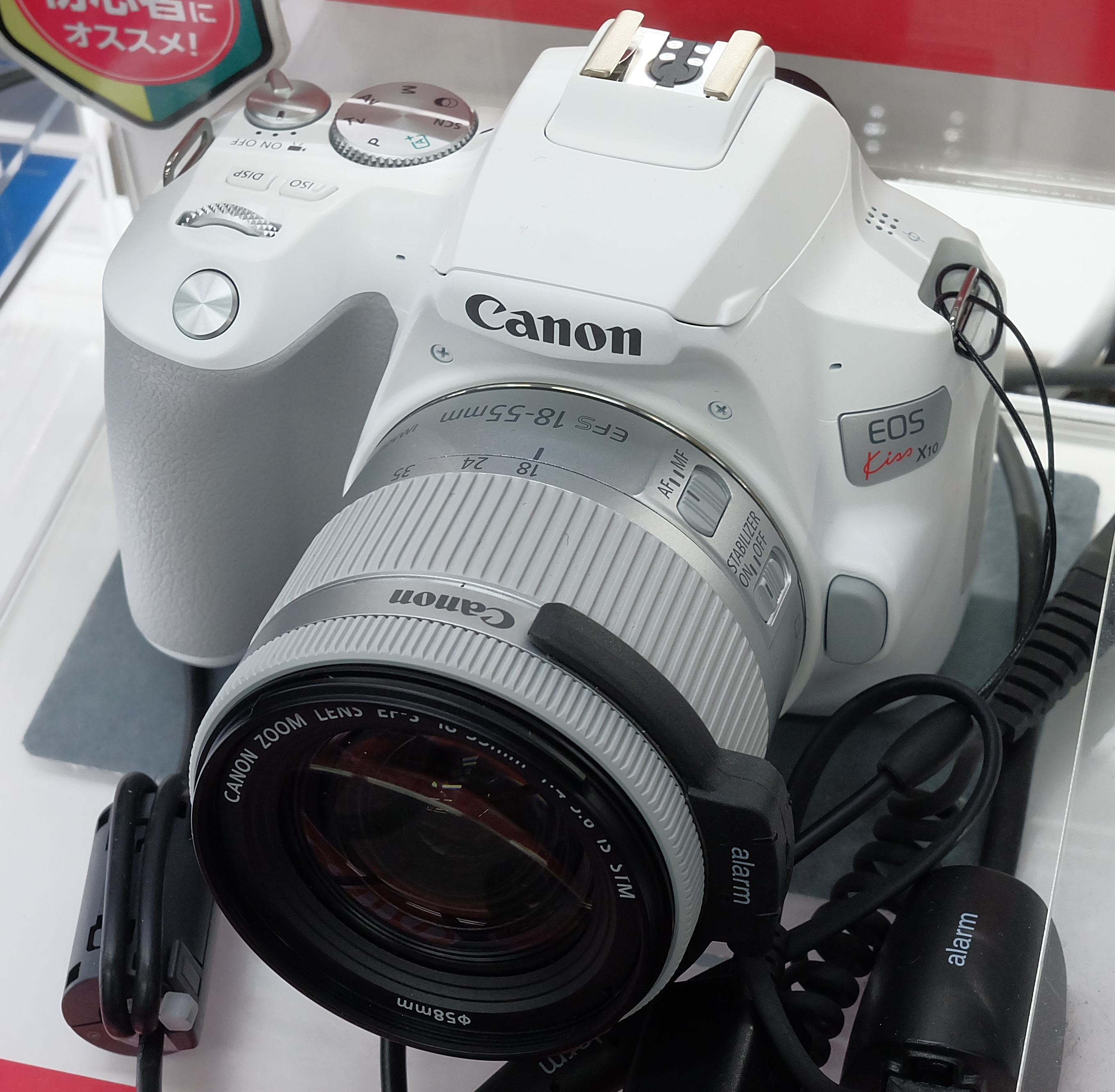
EOS 250D, Gehäusefarbe weiß
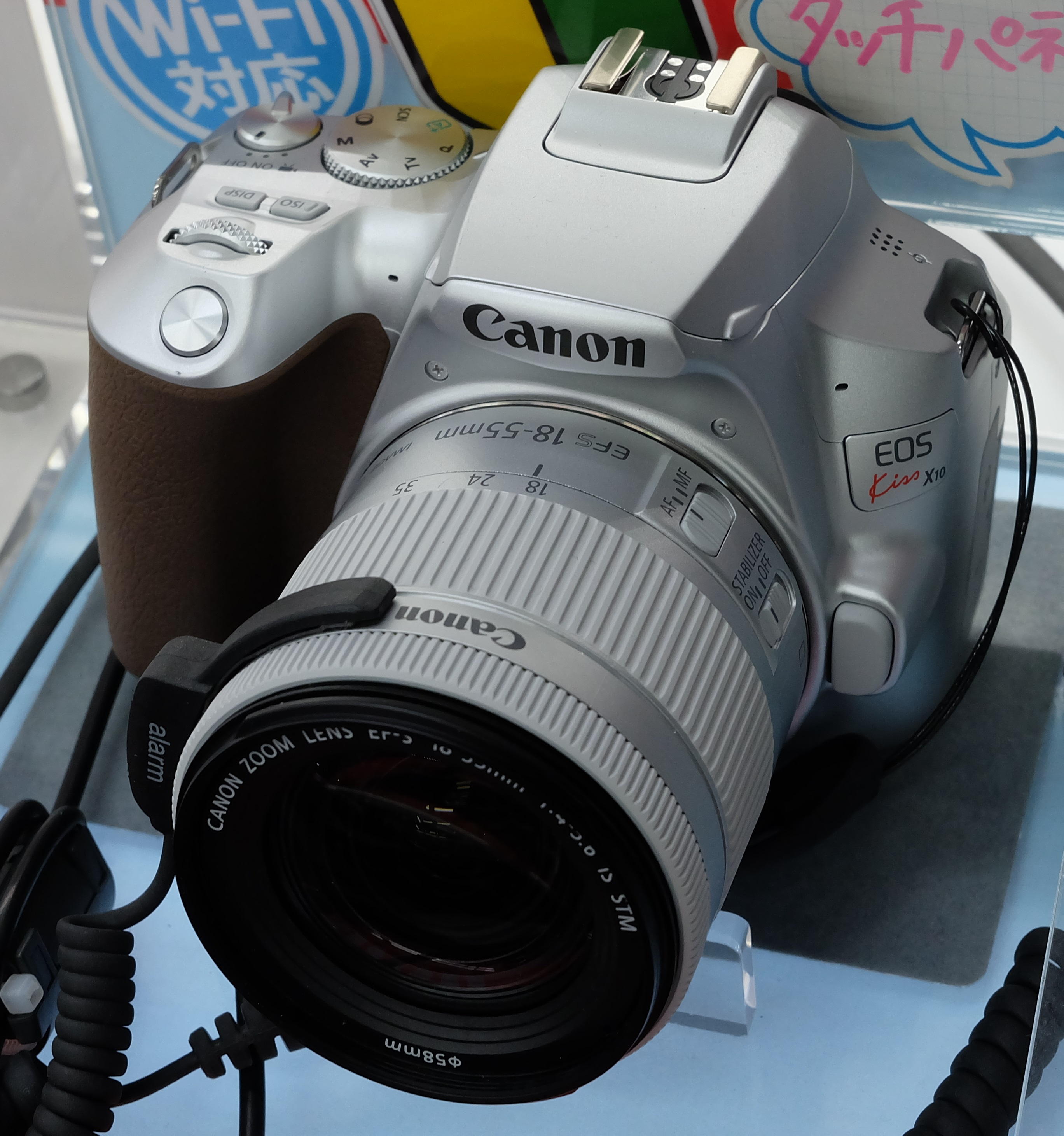
EOS 250D, Gehäusefarbe silber
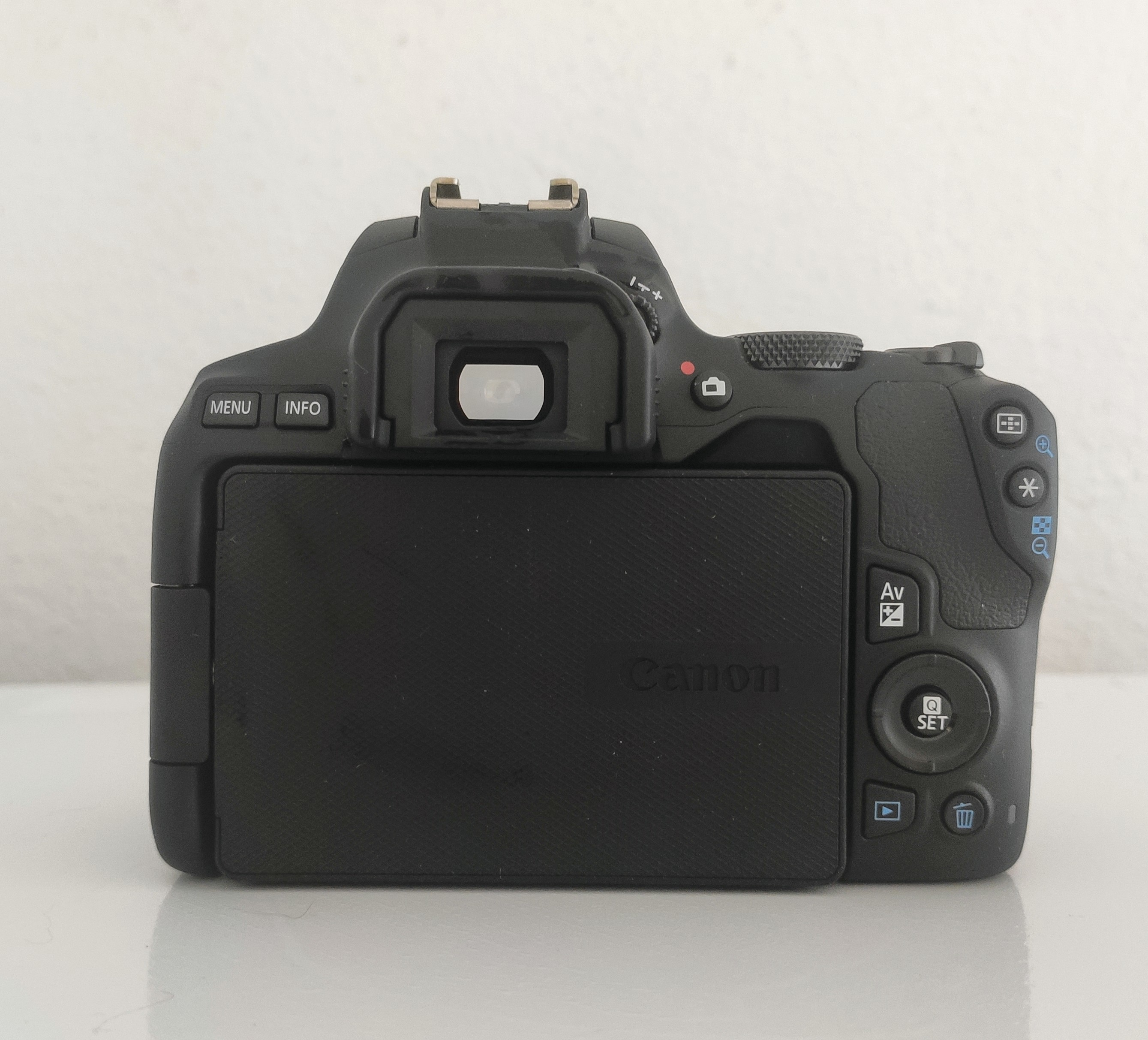
250D Rückseite